# オオヤギヒロオ
オオヤギ ヒロオ（1969年7月15日 - ）は、日本のソングライター、編曲家、ギタリスト。SCOOP MUSIC所属。

## 楽曲提供

### アーティスト
YeLLOW Generation
- 「CARPE DIEM 〜今、この瞬間を生きる〜」（作曲）

HKT48
- 「雨が上がるその瞬間」（作曲・編曲）

及川光博
- 「モラリティー」（作曲） - メジャー・デビュー曲、アルバム『理想論』に収録
- 「運命のいたずら」（作曲） - アルバム『理想論』に収録
- 「ペンフレンド」（作曲） - アルバム『嘘とロマン』に収録
- 「懺悔」（作曲） - アルバム『欲望図鑑』に収録
- 「Solution」（作曲） - アルバム『聖域 〜サンクチュアリ〜』に収録
- 「Get Down To The Funk!!」 - アルバム『FUNKASIA』に収録

KAmiYU
- 「DOUBLE」（作詞・作曲・編曲）

吉川友
- 「きっかけはYOU!」（作曲）※大華奈央香と共同作曲

ClariS
- 「アナタニFIT」（作詞・作曲・編曲）

K&T
- 「君の好きなヒト」（作詞・作曲・編曲）

寿美菜子
- 「Shiny+」（編曲）
- 「Believe ×」（編曲）

椎名へきる
- 「長い夢」（作詞・作曲・編曲）

下川みくに
- 「Again」（作詞・作曲・編曲）

STARTO ENTERTAINMENT関連
- 嵐
  - 「とまどいながら」（作詞・作曲・編曲）
  - 「五里霧中」（作曲）
  - 「WISH」（作曲）

- A.B.C-Z
  - 「Freedom〜溢れ出す想い〜」（作詞・作曲）
  - 「孤独のRUNAWAY」（作詞・作曲）
  - 「明日の為に僕がいる」（作曲）

- 関ジャニ∞
  - 「二人の涙雨」（作曲・編曲）
  - 「誰よりキミが好きだから」（作曲）

- KinKi Kids
  - 「Burning Love」（作曲・編曲）
  - 「手を振ってさよなら」（作詞・作曲・編曲）
  - 「ライバル」（作詞・作曲・編曲）
  - 「テノヒラ」（作曲）
  - 「その花を見るな」（作詞・作曲・編曲）
  - 「In My Heart」（作詞・作曲）
  - 「Stay」（作曲・編曲）

- タッキー&翼
  - 「IT'S ONLY DREAM」（滝沢秀明）（作詞・作曲）
  - 「DO ME CRAZY」（今井翼）（作詞・作曲）
  - 「GLORY DAYS」（作詞・作曲）

- TOKIO
  - 「Over Drive」（作詞・作曲）
  - 「CRY FOR THE MOON」（作詞・作曲・編曲）
  - 「Nature Mind」（作曲）
  - 「PERFECT LIFE」（作詞・作曲）

- V6
  - 「Take it easy」（20th Century）（作詞・作曲・編曲）
  - 「愛のMelody」（作詞・作曲）
  - 「GOOD ENOUGH」（作詞・作曲）
  - 「Brand-New World」（作曲）

- Hey! Say! JUMP
  - 「STYLE（Hey! Say! BEST）」（作詞・作曲）
  - 「未来へ（薮宏太ソロ）」（作曲）
  - 「Glorious（Hey! Say! 7）」（作曲・編曲）
  - 「パフューム（山田涼介ソロ）」（作曲）

- ジャニーズJr.
  - 「強く抱きしめて」（作詞・作曲）
  - 「バ・ニ・ラ〜Burn it up!」（作曲）

スフィア
- 「LET・ME・DO!!」（作曲）
- 「NEVER ENDING PARTY!!!!」（作曲・編曲）

Cheeky Parade
- 「Cheeky dreamer」（作曲）
- 「Let´s Party!」（作曲）・・・「Hands up!」C/W曲

茅原実里
- 「雨音のベール」（作曲・編曲）
- 「tea for two」（作曲・編曲）

超特急
- 「Drive on week」（作詞・作曲・編曲）

乃木坂46
- 「真夏日よ」（作曲・編曲）

野中藍
- 「ウレシ泣キ」（作曲）
- 「キラリ」（作曲）

PaniCrew
- 「DisCoNection」（作曲）
- 「レッツゴー・クレイジー!」（作曲）

ハロー!プロジェクト関連
- モーニング娘。
  - 「LOVEペディア」（作曲）
  - 「人間関係No way way」（作曲）

- Buono!
  - 「無敵の∞Power」（作曲） - 「co・no・mi・chi」C/W曲

- アンジュルム
  - 「限りあるMoment」（作曲・編曲）

- Juice=Juice
  - 「Mon Amour」（作詞・作曲）※井筒日美と共同作詞

P-chicks
- 「JUMP -メイっぱい抱きしめて-」（作詞・作曲・編曲）

Bitter & Sweet
- 「月蝕」（作曲）

Folder5
- 「Piece of wish」（作曲）

美郷あき
- 「シアワセは月より高く」（作曲・編曲）

### アニメソング
アイドルマスター SideM
- 「∞ Possibilities」（作曲）

Aチャンネル
- 「Mermaid Sisters」（作曲・編曲）

キラッとプリ☆チャン
- 「キラッとスタート」（作曲）

黒子のバスケ
- 「前人未到SPARK feat.火神大我」（作曲・編曲）

TIGER & BUNNY
- 「Thanks,and thanks again!」（作曲・編曲）

ファンタジスタドール
- 「ファンタジスタドール」（作詞・作曲・編曲）

弱虫ペダル
- 「Ride On」（作詞・作曲・編曲）

## その他
及川光博と幼馴染みで初期の頃からツアーメンバーとして参加しており、「悲しみロケット2号」のMVではヤギーとして出演。